# Droga wojewódzka 308
Die Droga wojewódzka 308 (DW 308) ist eine 75 Kilometer lange Droga wojewódzka (Woiwodschaftsstraße) in der polnischen Woiwodschaft Großpolen, die Nowy Tomyśl mit Kunowo verbindet. Die Strecke liegt im Powiat Nowotomyski und im Powiat Grodziski und im Powiat Kościański und im Powiat Gostyński.

## Streckenverlauf
Woiwodschaft Großpolen, Powiat Nowotomyski
-  Nowy Tomyśl (Neutomysl, Neutomischel) (A 2, DW 302, DW 305)
-  Bukowiec (Buckwitz) (DW 307)

Woiwodschaft Großpolen, Powiat Grodziski
- Biała Wieś (Weißhauland)
-  Grodzisk Wielkopolski (Grätz) (DK 32)
- Ujazd (Schoenwalde)
- Kowalewo (Weißhauland)
- Kamieniec (Steindorf)
- Wolkowo
- Maksymilianowo (Maximilianowo)
- Sepno (Weißhauland)

Woiwodschaft Großpolen, Powiat Kościański
- Bonikowo (Bonikau)
-  Kiełczewo (Langendorf) (S 5, DK 5)
-  Kościan (Kosten) (DK 5)
- Kurza Góra (Kurzberg)
- Racot (Racoten)
- Choryń (Horndorf)
-  Jerka (Jägern) (DW 432)
- Gierłachowo (Jägerndorf)
- Nowy Dwór (Neuhof)
- Lubiń (Lubin)
- Bielewo (Bleichen)

Woiwodschaft Großpolen, Powiat Gostyński
- Stężyca (Steinfeld)
- Szczodrochowo (Wiesenhof)
-  Kunowo (Kunthal) (DW 434)